# Coupe d'Europe des épreuves combinées 2009
Navigation
CE des épreuves combinées 2008 CE des épreuves combinées 2010
La 27e Coupe d'Europe des épreuves combinées s'est déroulée les 27 et 28 juin 2009. La Super Ligue a eu lieu à Szczecin en Pologne, tandis que les épreuves de première et deuxième divisions ont eu lieu respectivement à Saragosse en Espagne, et à Maribor en Slovénie.
La compétition, organisée sous l'égide de l'Association européenne d'athlétisme, a été remportée par la Russie chez les hommes et la Pologne chez les femmes.

## Faits marquants
Au décathlon, le Biélorusse Andrei Krauchanka l'emporte avec 8 336 points. Par équipes, c'est la Russie qui s'impose avec 24 507 points. Les Pays-Bas et la Pologne ferment la marche par équipes et sont donc reléguées en première division.
À l'heptathlon, la victoire individuelle revient à l'Ukrainienne Hanna Melnichenko. Par équipes, la Pologne remporte la compétition. L'Italie est reléguée en première division, en compagnie des Pays-Bas.

## Résultats

### Individuels
| Rang | Pays        | Athlète             | Performance |
| ---- | ----------- | ------------------- | ----------- |
| 1    | Biélorussie | Andrei Krauchanka   | 8336 pts    |
| 2    | Russie      | Aleksandr Pogorelov | 8313 pts    |
| 3    | Ukraine     | Oleksiy Kasyanov    | 8245 pts    |
| 4    | France      | Romain Barras       | 8209 pts    |
| 5    | Russie      | Vasiliy Kharlamov   | 8113 pts    |
| 6    | Russie      | Aleksey Drozdov     | 8081 pts    |
| 7    | Biélorussie | Mikalai Shubianok   | 7897 pts    |
| 8    | Estonie     | Andres Raja         | 7860 pts    |

| Rang | Pays        | Athlète            | Performance |
| ---- | ----------- | ------------------ | ----------- |
| 1    | Ukraine     | Hanna Melnichenko  | 6380 pts    |
| 2    | Pologne     | Kamila Chudzik     | 6378 pts    |
| 3    | Pologne     | Karolina Tymińska  | 6191 pts    |
| 4    | Russie      | Marina Goncharova  | 6119 pts    |
| 5    | France      | Marisa De Aniceto  | 5982 pts    |
| 6    | Russie      | Nadezhda Sergeyeva | 5940 pts    |
| 7    | Royaume-Uni | Phyllis Agbo       | 5939 pts    |
| 8    | Suède       | Nadja Casadei      | 5905 pts    |

### Par équipes
| Rang | Pays        | Athlètes | Performance |
| ---- | ----------- | --- | ----------- |
| 1    | Russie      | Aleksandr Pogorelov (8313 pts) Vasiliy Kharlamov (8113 pts) Aleksey Drozdov (8081 pts) Andrey Bashtanov (7341 pts) | 24507 pts   |
| 2    | Biélorussie | Andrei Krauchanka (8336 pts) Mikalai Shubianok (7897 pts) A. Parkhomenka (7844 pts) Aliaksandr Korzun (7678 pts)   | 24077 pts   |
| 3    | Ukraine     | Oleksiy Kasyanov (8245 pts) Yevhen Nikitin (7853 pts) Mykola Shulha (7523 pts) O. Marchuhaytes (6725 pts)          | 23621 pts   |
| 4    | France      | Romain Barras (8209 pts) Franck Logel (7745 pts) Rudy Bourguignon (7628 pts) Benjamin Coin (7398 pts)              | 23582 pts   |
| 5    | Estonie     | Andres Raja (7860 pts) Mikk-Mihkel Arro (7779 pts) Aigar Kukk (7632 pts) Artur Liiv (7287 pts)                     | 23271 pts   |
| 6    | Suède       | Daniel Almgren (7627 pts) Björn Barrefors (7401 pts) Petter Olson (7307 pts) Björn Johansson (7216 pts)            | 22335 pts   |
| 7    | Pays-Bas    | Ludo van der Plaat (7623 pts) Alwin Roobeek (7053 pts) Adrian Saman (7011 pts) Cas Willems (6141 pts)              | 21687 pts   |
| 8    | Pologne     | Marcin Drózdz (7475 pts) Jacek Nabozny (7159 pts) Krzysztof Plaskota (6693 pts) Lukasz Placzek (DNF)               | 21327 pts   |

| Rang | Pays        | Athlètes | Performance |
| ---- | ----------- | --- | ----------- |
| 1    | Pologne     | Kamila Chudzik (6378 pts) Karolina Tyminska (6191 pts) Malgorzata Reszka (5438 pts) Patrycja Marciniak (5281 pts)   | 18007 pts   |
| 2    | Russie      | Marina Goncharova (6119 pts) Nadezhda Sergeyeva (5940 pts) Svetlana Ladokhina (5890 pts) Anna Pakhmutova (5820 pts) | 17949 pts   |
| 3    | Ukraine     | Hanna Melnychenko (6380 pts) Inna Ahkozova (5882 pts) Alina Fyodorova (5552 pts) -                                  | 17814 pts   |
| 4    | France      | Marisa De Aniceto (5982 pts) Yassmina Omrani (5865 pts) Gabriela Kouassi (5563 pts) A. Nana Djimou (DNF)            | 17410 pts   |
| 5    | Suède       | Nadja Casadei (5905 pts) Ellinore Hallin (5635 pts) Frida Linde (5533 pts) Ellinor Rosenquist (5441 pts)            | 17073 pts   |
| 6    | Royaume-Uni | Phyllis Agbo (5939 pts) Grace Clements (5740 pts) Lucy Boggis (5364 pts) Catherine Holdsworth (5184 pts)            | 17043 pts   |
| 7    | Italie      | Francesca Doveri (5713 pts) Elisa Trevisan (5408 pts) Sara Tani (5347 pts) Cecilia Ricali (5315 pts)                | 16468 pts   |
| 8    | Pays-Bas    | Remona Fransen (5665 pts) S. de Sevren Jacquet (5236 pts) Laura Molenaar (4868 pts) L. van de Legemaat (DNF)        | 15769 pts   |

## Première division
Chez les hommes, l'Espagne s'impose avec 22692 points, devant la Finlande (22573 points). Ces deux nations sont ainsi promues en Super Ligue en 2010, tandis que la Belgique et la Lettonie sont reléguées en seconde division.
Chez les femmes, l'Estonie et le République tchèque sont promues, réalisant respectivement 17170 et 17010 points. La Finlande et la Lettonie descendent en seconde division.

## Seconde division
Chez les hommes, la Roumanie s'impose avec 20269 points, devant la Hongrie (19760 points). Ces deux nations sont ainsi promues en première division en 2010.
Chez les femmes, la Hongrie et l'Autriche sont promues, réalisant respectivement 14454 et 14011 points.